# Mutulu Shakur
Mutulu Shakur (n. 8 august 1950, Baltimore, Maryland, SUA – d. 6 iulie 2023, California de Sud⁠(d), California, SUA) a fost un activist american și membru al Armatei de Eliberare Neagră, condamnat la șaizeci de ani de închisoare pentru implicarea sa într-un jaf din 1981 al unui camion blindat Brinks, în care au fost uciși un paznic și doi polițiști.

## Viața personală
Mutulu Shakur s-a născut la Baltimore, Maryland, la 8 august 1950, în calitate de Jeral Wayne Williams. La șapte ani s-a mutat în Jamaica, Queens, New York, împreună cu mama sa și sora mai mică. La adolescența sa târzie, a fost activ politic cu Mișcarea de acțiune revoluționară (RAM) și ulterior s-a alăturat Republicii Noua Afrika. El are patru copii biologici și unul vitreg supraviețuitor. În 1970, Shakur a început să lucreze cu Programul Lincoln Detox (dezintoxicare) (tratamentul dependenței), care oferea tratament medicamentos pentru dependenții care utilizează acupunctură în raport cu metadona medicamentului aprobat de FDA. El a devenit certificat și autorizat pentru a practica acupunctura în statul California în 1976. În cele din urmă, a devenit directorul asistent al programului și a rămas asociat cu programul până în 1978. A continuat să ajute la înființarea și dirijarea Asociației Consultative pentru Acupunctura Neagră din America de Nord (BAAANA ) și Institutul de Acupunctură Harlem. De la încarcerare, a fondat o organizație cu sediul în New York, numită Dare 2 Struggle, care a lansat un album tribut aniversar de 10 ani pentru Tupac Shakur, numit A 2Pac Tribute: Dare 2 Struggle în 2006, prin veteranul industriei muzicale, Morey Alexander, First Kut Records și activist canadian Deejay Ra's Lyrical Knockout Entertainment. Albumul prezintă artiști precum Mopreme Shakur, Outlawz și Imaan Faith. După cum explică Shakur, CD-ul a fost creat pentru a motiva, inspira și provoca oamenii negri să lupte împotriva obstacolelor lor. De asemenea, el a înregistrat un post de radio PSA pentru campania „Alfabetizarea Hip-Hop” a lui Deejay Ra, încurajând citirea cărților despre Tupac. Shakur a fost intervievat în documentarul nominalizat la Oscar Tupac: Resurrection, în care a descris cum a scris un „Thug Life Handbook” cu Tupac, în care exprimă un mesaj anti-drog și anti-violență.

## Arestare și încarcerare
Mutulu Shakur a fost unul dintre cei șase membri ai Armatei de Eliberare Neagră pentru a efectua jaful din 1981 a unei mașini blindate.
Au furat 1,6 milioane de dolari în numerar de la o mașină blindată a unui Brink din mall-ul Nanuet, din Nanuet, New York, ucigând un gardian al lui Brink, Peter Paige, rănind grav un alt paznic al lui Brink, Joseph Trombino, și ulterior ucidând doi polițiști Nyack, Edward O'Grady și Waverly Brown (primul membru negru al departamentului de poliție din Nyack, New York). 
Trombino și-a revenit din rănile pe care le-a primit în acest incident, dar a fost ucis în 2001 în atacurile din 11 septembrie.
Shakur, presupusul conducător al grupului, a evadat capturarea timp de șase ani și, astfel, a fost ultimul care a fost judecat sub acuzații legate de jaf. În anii 1980, Shakur și Marilyn Buck au fost inculpați sub acuzații ale Racketeer Influenced and Corrupt Organization Act (RICO).
În timp ce era în libertate, pe 23 iulie 1982, el a devenit a 380-a persoană adăugată de FBI pe lista celor mai căutați fugari.
El a fost arestat pe 12 februarie 1986, în California, de FBI. Shakur și Buck au fost judecați în 1987 și condamnați la 11 mai 1988. Deși liberarea condițiilor de libertate federală în temeiul Legii privind reforma privind condamnarea din 1984, condamnările lui Shakur au fost scutite deoarece dispozițiile Legii nu au intrat în vigoare până în 1987. Astfel, în conformitate cu normele în vigoare la momentul condamnării sale, el era datorat pentru o obligativitate determinarea parolei după ce a executat treizeci din sentința sa inițială de șaizeci de ani, care a venit în 2016 Cu toate acestea, Comisia de convorbiri din Statele Unite a refuzat eliberarea sa în 2016 și 2018. Sentința lui va fi finalizată la 15 decembrie 2024.